# Spoorlijn Villeneuve-sur-Lot - Falgueyrat
De spoorlijn Villeneuve-sur-Lot - Falgueyrat was een  Franse spoorlijn van Villeneuve-sur-Lot naar Plaisance. De lijn was 40,2 km lang en heeft als lijnnummer 635 000.

## Geschiedenis
De lijn werd in gedeeltes geopend door de Compagnie du chemin de fer de Paris à Orléans, van Villeneuve-sur-Lot naar Cancon op 28 december 1925 en van Cancon naar Falgueyrat op  13 oktober 1930.
Personenvervoer was er tot 6 maart 1939. Goederenvervoer tussen Casseneuil en Castillonnès was er tot 8 juni 1940, tussen Castillonnès en Falgueyrat tot 1 november 1953 en tussen Villeneuve-sur-Lot en Casseneuil tot 1 februari 1971.

## Aansluitingen
In de volgende plaatsen is of was er een aansluiting op de volgende spoorlijnen:
Villeneuve-sur-Lot
RFN 634 000, spoorlijn tussen Penne-d'Agenais en Tonneins
Falgueyrat
RFN 618 000, spoorlijn tussen Magnac-Touvre en Marmande

## Galerij

Station Villeneuve-sur-Lot.